# Петреску, Николае
Николае С. Петреску-Гэинэ (рум. Nicolae S. Petrescu-Găină; 31 марта 1871, Крайова, Румыния — 15 февраля 1931, Бухарест, Румыния) — румынский карикатурист. Был предшественником румынской карикатуры: делал карикатуры политиков своего времени, скульпторов, художников и интеллектуалов, которые жили в последнее десятилетие XIX века и первых три десятилетия XX века. Карикатуры Петреску имеют документальную и художественную ценность — они отличались дружелюбной иронией.
В 1898 году Николай Петреску опубликовал один из первых альбомов карикатур в Румынии — названный им «Contimporanul» и состоявший из 26 цветных работ. Он создал данный альбом под сильным влиянием подобной работы Хонора Даумьера. Благодаря участию в заседаниях парламента Румынии в марте 1908 года, он создал новый альбом — под названием «Карикатуры. Воскресный отдых в Сенате» (Caricaturi. Repausul duminical la Senat). В 1913 году он опубликовал свой следующий альбом, получивший заглавие «Мой альбом» (Albumul meu) и содержавший 42 черно-белые иллюстрации.
Николай Петреску был широко известен и «высоко ценим» критиками тех лет: он входил в число немногих ведущих карикатуристов конца XIX века. Его работы активно публиковались в газетах того времени: таких как «Литературные страницы», «Насмешка», «Муравей» и другие.
Кроме сатиры на политиков и деятелей культуры своего времени, Николай Петреску создал немало произведений антивоенной направленности — сатиру на «германский милитаризм» и ужасы войны. Как результат подобной политической позиции, он был депортирован в лагерь и содержался там более года.
Международная выставка карикатур, носящая с 2007 года имя Николая Петреску, ежегодно проводится под патронажем художественного музея Крайовы.

## Биография

### Ранние годы
Николае С. Петреску-Гэинэ родился 31 марта 1871 года в Крайове в семье скромного достатка. Его отец, Штефан Петреску, и мать, Поликсения, были торговцами. Несмотря на сложное финансовое положение, семье удалось дать образование не ниже среднего всем шестерым детям — у Николая было пять братьев. Так, брат Николае — Иоан-Янку — стал профессором французского и латинского языков в колледже Святого Саввы в Бухаресте и со временем даже стал директором этого учебного заведения. Другой брат — Григорий — сделал военную карьеру; Илларион — стал инженером в области добычи и использования природного газа; Юликэ — являлся адвокатом в Апелляционном суде Крайовы; а Штефан — дизайнером и оперным режиссером, а также художником известным как Штефан Петреску-Мускэ.
Николае Петреску окончил гимназию в городе Крайова, которая позже была названа Высшая школа имени «Кароля I» и в 1891 году уехал в Бухарест для продолжения обучения в Школе изящных искусств. Здесь он жил вместе с несколькими сокурсниками и временами, из-за недостатка средств, питался преимущественно жареными каштанами, которые ему присылали родственники.

## Карьера
2 мая 1896 года в Бухаресте открылась первая выставка в Салоне независимых художников. Данная выставка стала первой и для Николае Петреску. Брошюра, напечатанная к открытию мероприятия содержала следующие строки: "…Мы хотим, порвать с прошлым и объявить о своей независимости… Искусство должно быть свободным…"
Брошюра-каталог содержала и перечень работ, которые были представлены на суд зрителя: в частности, 42 «рисунка и карикатуры» Петреску. Со многими «коллегами по цеху», выставлявшимися в Салоне, его затем связывали долгие и близкие отношения.
В 1898 году Петреску опубликовал альбом карикатур, озаглавленный «Contimporanul», который содержал в общей сложности 26 карикатур на известных личностей того времени. После этого последовал довольно длительные период, во время которого Петреску публиковал свои рисунки и карикатуры, на страницах румынских периодических изданий: «Литературные страницы», «Муравей», «Насмешка» и так далее.
Штефан Лукьян, близкий друг Николае, в 1904 году помог ему принять участие в выставке «Ateneul Român». Петреску на данной выставке представил только 25 своих карикатур, поскольку из-за политических разногласий с художественной администрацией карикатура была признана «второстепенным жанром» искусства и поэтому количество подобных работ было ограничено. СМИ же поддержали сторону Петреску.
Большинство работ Петреску были созданы в различных кафе Бухареста, поскольку Николае никогда не имел своей собственной мастерской или студии. Он был бедным человеком, но «достойно» вел свою одинокую жизнь. Зарабатывал он исключительно продажей своих рисунков.
Благодаря участию в заседаниях румынского парламента, в марте 1908 года он создал новый альбом — под названием «Карикатуры. Воскресный отдых в Сенате» (Caricaturi. Repausul duminical la Senat). В 1913 году он опубликовал свой следующий альбом, получивший заглавие «Мой альбом» (Albumul meu) и содержавший 42 черно-белые иллюстрации, которые были выполнены гуашью и акварелью.